# Polytrichum juniperinum
Polytrichum juniperinum còn gọi là rêu tùng mốc, một loài Rêu trong họ Polytrichaceae. Loài này được Hedw. miêu tả khoa học đầu tiên năm 1801.

## Hình ảnh

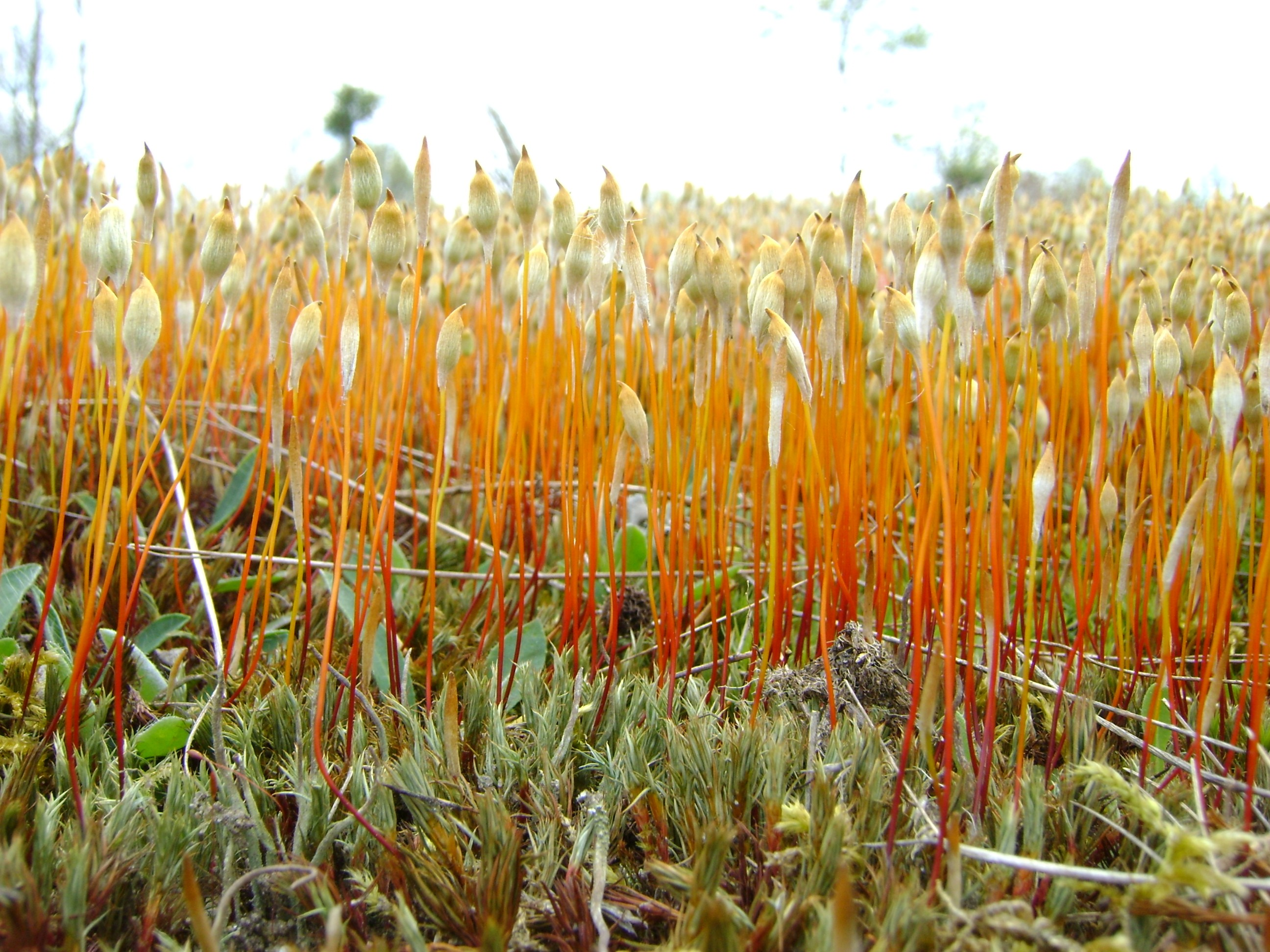
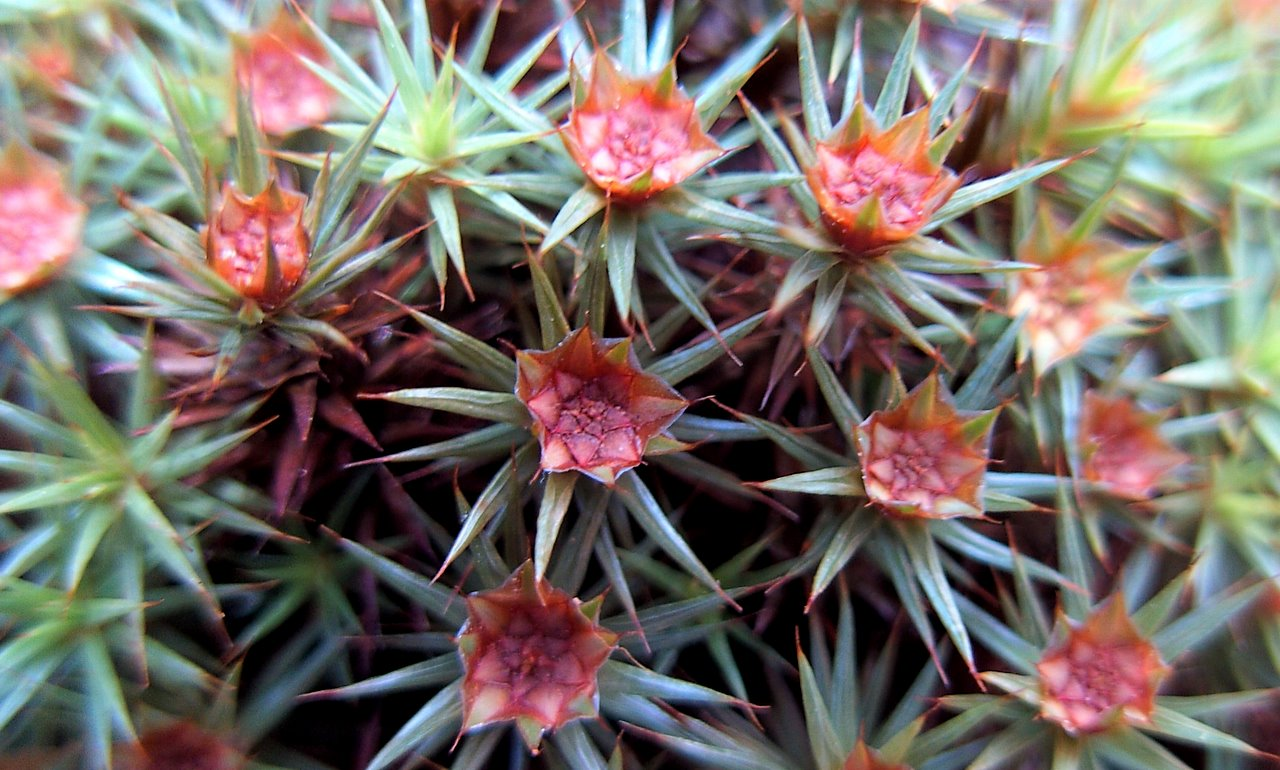
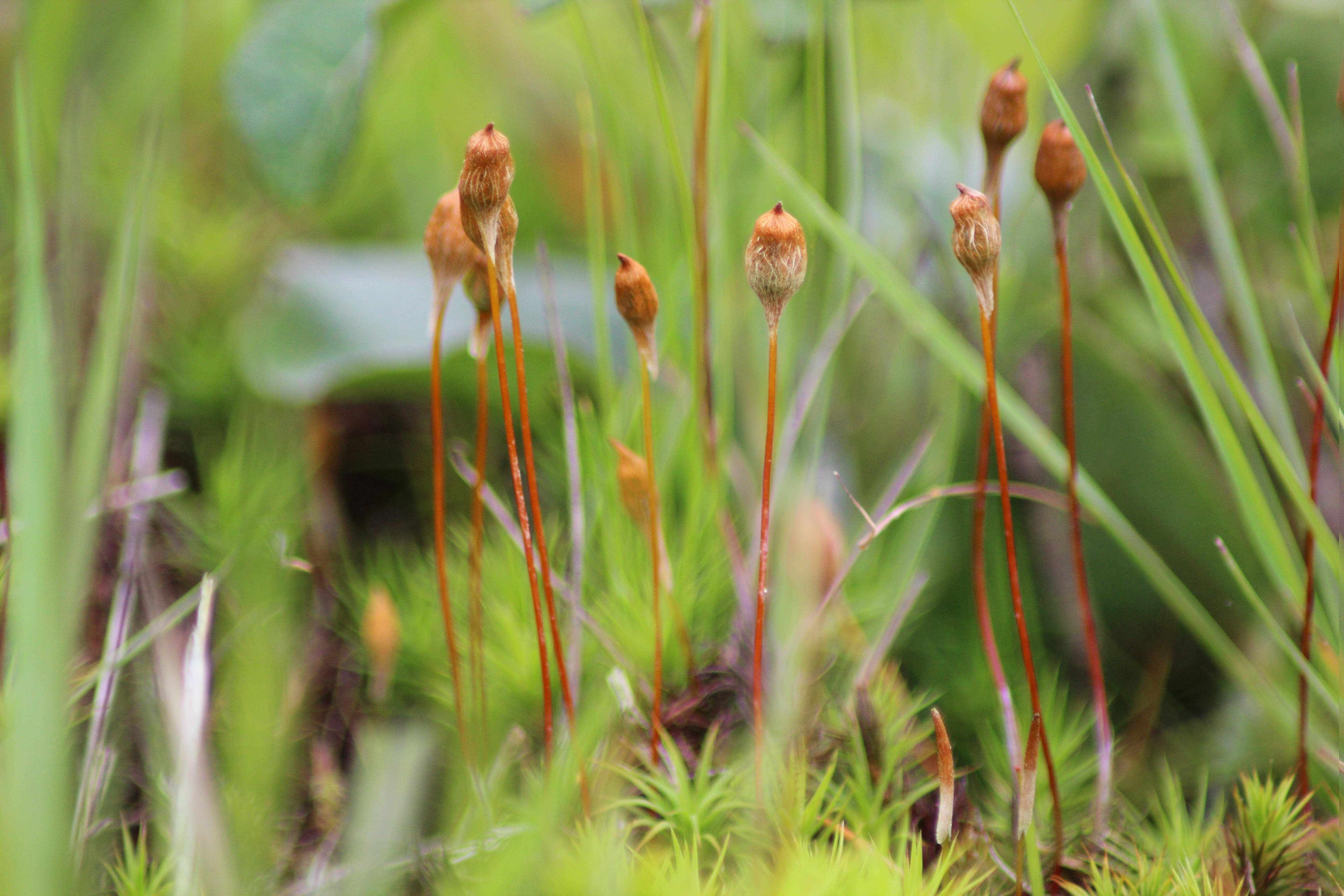
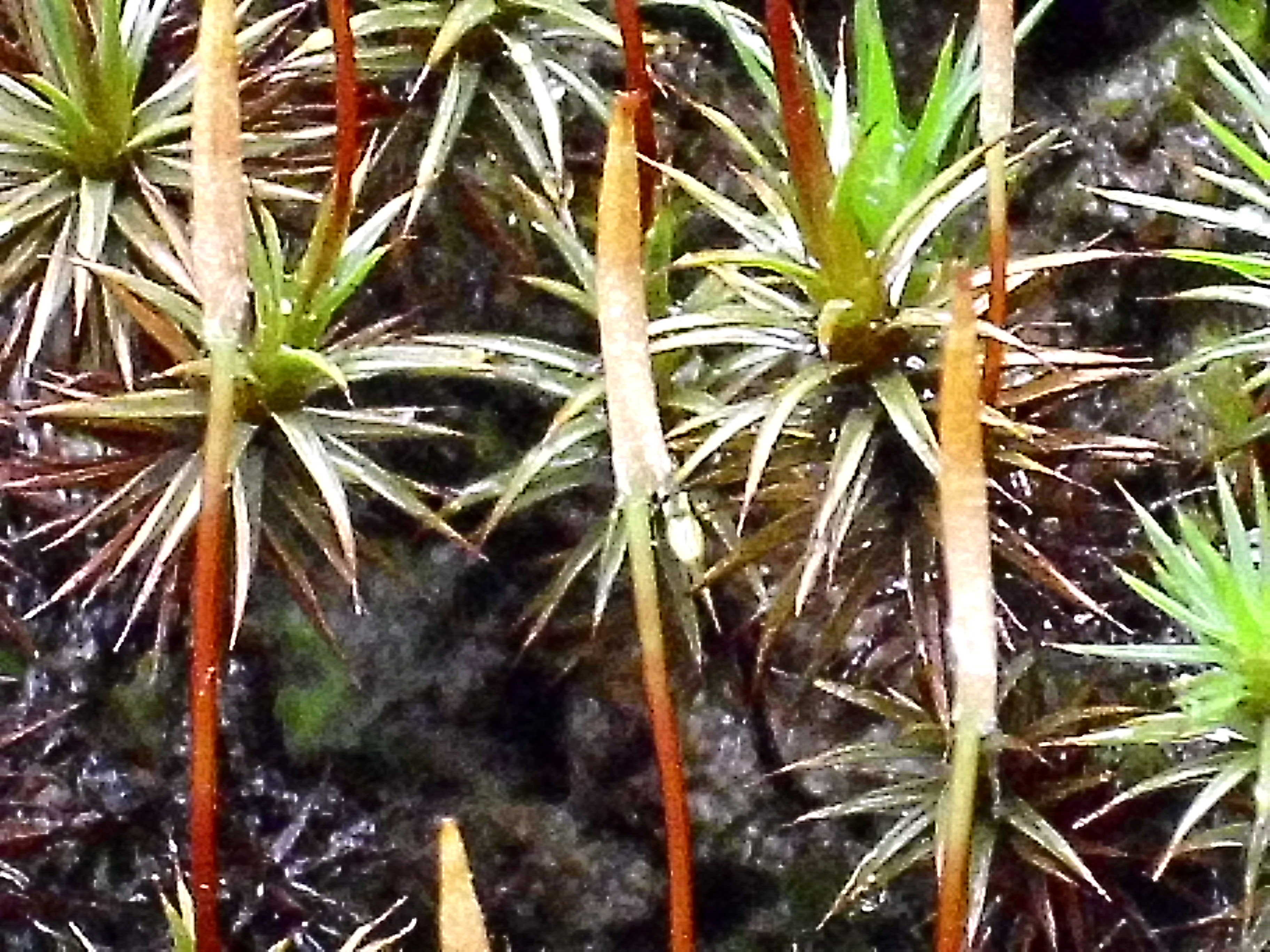